# Rockbridge (Illinois)
Rockbridge – wieś w USA, w stanie Illinois, w hrabstwie Greene. Według spisu z 2020 roku wioskę zamieszkuje 175 osób.

## Geografia
Wioska zajmuje powierzchnię 1,9 km², całą powierzchnię stanowi ląd.

## Demografia
Według spisu z 2000 roku wioskę zamieszkuje 189 osób skupionych w 84 gospodarstwach domowych, tworzących 63 rodzin. Gęstość zaludnienia wynosi 98,6 osoby/km². W wiosce znajdują się 89 budynki mieszkalne, a ich gęstość występowania wynosi 46,4 mieszkania/km². Wioskę zamieszkuje 100% ludności białej. Hiszpanie lub Latynosi stanowią 0,53% populacji.
W wiosce są 84 gospodarstwa domowe, w których 25% stanowią dzieci poniżej 18 roku życia żyjących z rodzicami, 61,9% stanowią małżeństwa, 9,5% stanowią kobiety nie posiadające męża oraz 25% stanowią osoby samotne. 21,4% wszystkich gospodarstw domowych składa się z jednej osoby oraz 11,9% żyjących samotnie ma powyżej 65 roku życia. Średnia wielkość gospodarstwa domowego wynosi 2,25 osoby, natomiast rodziny 2,59 osoby. 
Przedział wiekowy kształtuje się następująco: 16,9% stanowią osoby poniżej 18 roku życia, 8,5% stanowią osoby pomiędzy 18 a 24 rokiem życia, 24,3% stanowią osoby pomiędzy 25 a 44 rokiem życia, 28,6% stanowią osoby pomiędzy 45 a 64 rokiem życia oraz 21,7% stanowią osoby powyżej 65 roku życia. Średni wiek wynosi 45 lat. Na każde 100 kobiet przypada 96,9 mężczyzn. Na każde 100 kobiet powyżej 18 roku życia przypada 91,5 mężczyzn.
Średni dochód dla gospodarstwa domowego wynosi 31 667 dolarów, a dla rodziny wynosi 36 250 dolarów. Dochody mężczyzn wynoszą średnio 25 714 dolarów, a kobiet 17 344 dolarów. Średni dochód na osobę w mieście wynosi 6 243 dolarów. Około 9,8% rodzin i 7,2% populacji miasta żyje poniżej minimum socjalnego, z czego 7,7% jest poniżej 18 roku życia i 8,5% powyżej 65 roku życia. 
Według spisu powszechnego z 2020 roku w wiosce mieszkało 175 osób, było 58 gospodarstw domowych i 40 rodzin.